# Olympische Sommerspiele 2016/Teilnehmer (Cayman Islands)
| Gelbes Symbol für Goldmedaillen mit stilisierten Olympischen Ringen | Graues Symbol für Silbermedaillen mit stilisierten Olympischen Ringen | Braundes Symbol für Bronzemedaillen mit stilisierten Olympischen Ringen |
| ------------------------------------------------------------------- | --------------------------------------------------------------------- | ----------------------------------------------------------------------- |
| —                                                                   | —                                                                     | —                                                                       |

Die Cayman Islands nahmen in Rio de Janeiro an den Olympischen Spielen 2016 teil. Es war die insgesamt zehnte Teilnahme an Olympischen Sommerspielen. Das Cayman Islands Olympic Committee nominierte fünf Athleten in drei Sportarten.

## Teilnehmer nach Sportarten

### Leichtathletik
Laufen und Gehen
| Athleten      | Wettbewerb   | Vorlauf | Vorlauf | Halbfinale    | Halbfinale    | Finale        | Finale        | Rang |
| Athleten      | Wettbewerb   | Zeit    | Rang    | Zeit          | Rang          | Zeit          | Rang          | Rang |
| ------------- | ------------ | ------- | ------- | ------------- | ------------- | ------------- | ------------- | ---- |
| Männer        |              |         |         |               |               |               |               |      |
| Kemar Hyman   | 100 m        | 10,34 s | 45      | ausgeschieden | ausgeschieden | ausgeschieden | ausgeschieden | 45   |
| Ronald Forbes | 110 m Hürden | 14,67 s | 35      | ausgeschieden | ausgeschieden | ausgeschieden | ausgeschieden | 35   |

### Schwimmen
| Athleten        | Wettbewerb     | Vorlauf     | Vorlauf | Halbfinale    | Halbfinale    | Finale        | Finale        | Rang |
| Athleten        | Wettbewerb     | Zeit        | Rang    | Zeit          | Rang          | Zeit          | Rang          | Rang |
| --------------- | -------------- | ----------- | ------- | ------------- | ------------- | ------------- | ------------- | ---- |
| Frauen          |                |             |         |               |               |               |               |      |
| Lara Butler     | 100 m Rücken   | 1:04,98 min | 29      | ausgeschieden | ausgeschieden | –             | –             | 29   |
| Männer          |                |             |         |               |               |               |               |      |
| Geoffrey Butler | 400 m Freistil | 4:07,87 min | 48      | ausgeschieden | ausgeschieden | ausgeschieden | ausgeschieden | 48   |

### Segeln
Fleet Race
| Athleten       | Wettbewerb   | Qualifikation | Qualifikation | Medal Race    | Medal Race    | Punkte | Rang |
| Athleten       | Wettbewerb   | Punkte        | Rang          | Punkte        | Rang          | Punkte | Rang |
| -------------- | ------------ | ------------- | ------------- | ------------- | ------------- | ------ | ---- |
| Frauen         |              |               |               |               |               |        |      |
| Florence Allan | Laser Radial | 308           | 36            | ausgeschieden | ausgeschieden | 308    | 36   |